# Eleições diretas do Partido Social Democrata (Portugal) de 2022
As eleições diretas do Partido Social Democrata em 2022 ocorreram em Portugal e serviram para determinar quem seria o Presidente do Partido Social Democrata no mandato 2022-2024.
Estas eleições foram antecipadas após uma pesada derrota do partido nas eleições legislativas de 2022, que forçou o então e ainda presidente Rui Rio a anunciar que sairia da liderança do PSD.
Luís Montenegro acabou por vencer a disputa pela maior margem numas diretas em que houvessem 2 ou mais candidatos.

## Candidatos

### Candidatos declarados
| Nome                        | Retrato | Nascimento                                           | Histórico político | Anúncio             | Ref.  |
| --------------------------- | ------- | ---------------------------------------------------- | --- | ------------------- | ----- |
| Luís Montenegro (49)        |         | 16 de fevereiro de 1973 Porto, Portugal              | Líder parlamentar do Partido Social Democrata (2011-2017) Deputado pelo Distrito de Aveiro (2002-2017)                            | 6 de abril de 2022  | [ 3 ] |
| Jorge Moreira da Silva (51) |         | 24 de abril de 1971 Vila Nova de Famalicão, Portugal | Ministro de Ambiente, Ordenamento do Território e Energia de Portugal (2013-2015) Líder da Juventude Social Democrata (1995-1998) | 20 de abril de 2022 | [ 4 ] |

## Debates
Tal como nas eleições diretas de 2021, não foram realizados debates entre os dois candidatos à eleição. A ausência de debates foi justificada inicialmente por Montenegro por falta de tempo na sua agenda, embora mais tarde acabasse por apontar as culpas a Moreira da Silva por não ter confirmado a sua presença.

## Sondagens
Na tabela abaixo estão listados os resultados das sondagens numa ordem cronológica inversa, isto é, mostrando primeiro os mais recentes. O valor de maior percentagem em cada sondagem é destacado a negrito e com o fundo da cor atribuída ao candidato em questão. Os resultados das sondagens estão com a data do levantamento, não com a data da sua publicação.
| Instituto de sondagem | Data de realização | Nº de Entrevistas válidas | Participação |            |                  | I.   | V.   |     |   |    |    |    |        |
| Instituto de sondagem | Data de realização | Nº de Entrevistas válidas | Participação | Montenegro | Moreira da Silva | I.   | V.   |     |   |    |    |    |        |
| --------------------- | ------------------ | ------------------------- | ------------ | ---------- | ---------------- | ---- | ---- | --- | - | -- | -- | -- | ------ |
| Instituto de sondagem | Data de realização | Nº de Entrevistas válidas | Participação | Aximage    | 19-24 Mai        | I.   | V.   | 805 | ? | 21 | 21 | 58 | Empate |
| Intercampus           | 7-15 Mai           | 611                       | ?            | 54.7       | 32.1             | 13.2 | 22.6 |     |   |    |    |    |        |

## Resultados Oficiais
| Candidato               | Candidato               | 28 maio 2022 | 28 maio 2022    |
| Candidato               | Candidato               | Votos        | %               |
| ----------------------- | ----------------------- | ------------ | --------------- |
|                         | Luís Montenegro         | 19 241       | 72,48 / 100,00  |
|                         | Jorge Moreira da Silva  | 7 306        | 27,52 / 100,00  |
| Votos Inválidos         | Votos Inválidos         | 437          | 1,61 / 100,00   |
| Total                   | Total                   | 26 984       | 100,00 / 100,00 |
| Eleitorado/Participação | Eleitorado/Participação | 26984        | 60,46 / 100,00  |
| Fonte                   | Fonte                   | [ 6 ]        | [ 6 ]           |